# Alfacalcidolo
L'alfacalcidolo (o 1-idrossicolecalciferolo) è un analogo della vitamina D utilizzato per l'integrazione negli esseri umani e come additivo per mangimi per pollame. 
L'alfacalcidolo ha un impatto più debole sul metabolismo del calcio e sui livelli dell'ormone paratiroideo rispetto al calcitriolo; tuttavia l'alfacalcidolo ha effetti significativi sul sistema immunitario, comprese le cellule T regolatorie. È considerato una forma più utile di integrazione di vitamina D, principalmente a causa dell'emivita molto più lunga e del carico renale inferiore. È il metabolita della vitamina D più comunemente prescritto per i pazienti con malattia renale allo stadio terminale, dato che la funzionalità renale compromessa altera la capacità di effettuare la seconda fase di idrossilazione necessaria per la formazione della forma fisiologicamente attiva della vitamina D, la 1,25-diidrossivitamina D3. L'alfacalcidolo è un metabolita attivo della vitamina D3 e quindi non richiede la seconda fase di idrossilazione a livello renale.
È stato brevettato nel 1971 e approvato per uso medico nel 1978.

## Altri animali
Utilizzato come additivo per mangimi per pollame, previene la discondroplasia tibiale e aumenta la biodisponibilità dei fitati.